# 징기스칸 (메기)
징기스칸(Pangasianodon gigas)는 동남아시아의 메콩강 유역에 서식하는 매콩메기과에 속하는 메기로, 멸종위급종이다. 가이양과 함께 관상어로 기른다. 비슷한 종류로는 팡가시우스 메기나 메콩괴물메기,가이양과 혼동하기 쉽다. 하지만 가이양은 지느러미가 더 둥글고 몸도 징기스칸보다 더 날씬해서 조금만 자세히 본다면 바로 구별할 수 있다. 메콩대형메기와 이름이 비슷해 혼동하기 쉬우며, 차오프라야라는 이름으로 잘 알려져 있다.

## 사진

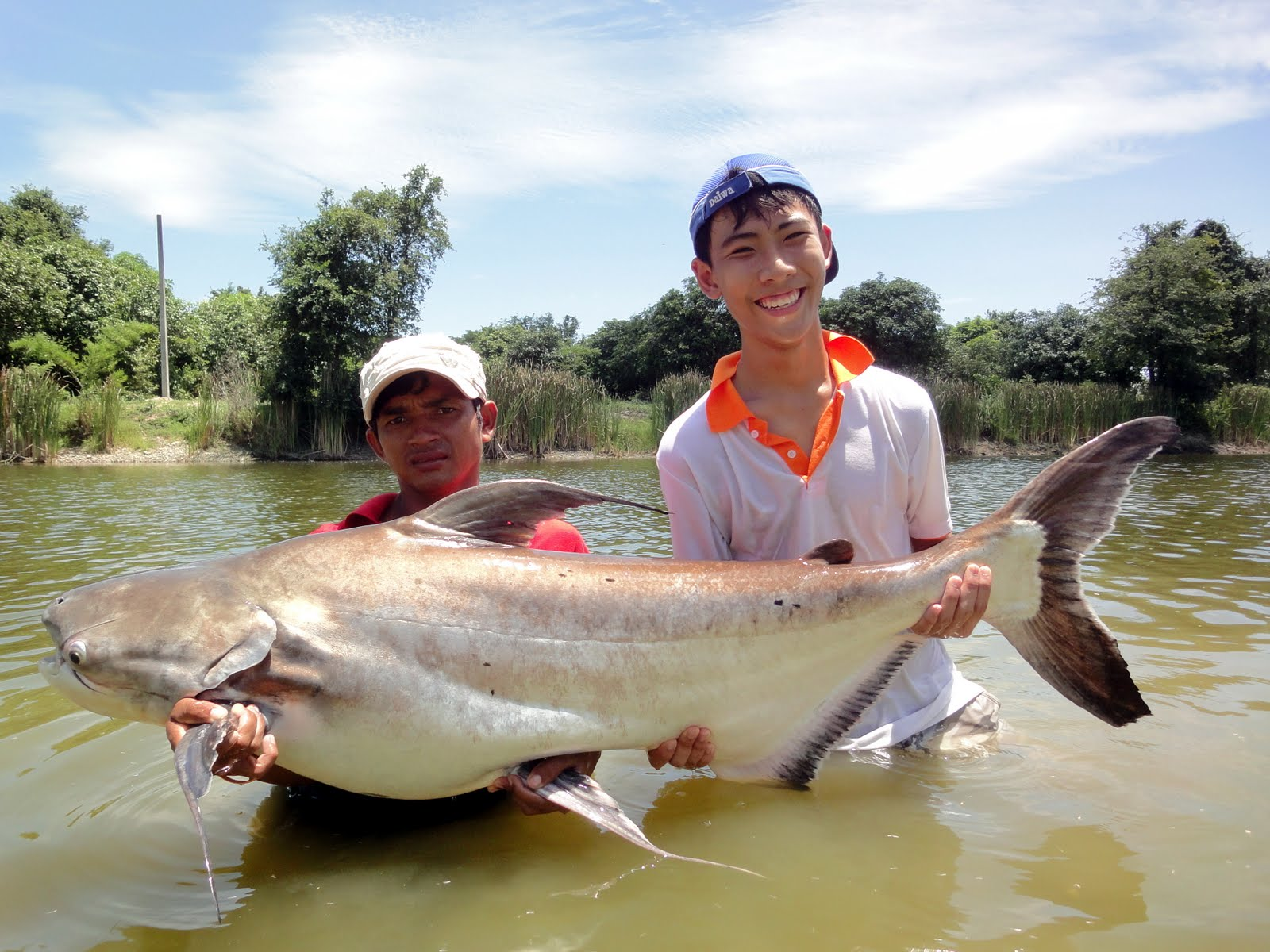